# Макдональд, Джеймс (вождь)
Сэр Джеймс Макдональд (ум. 1626, Лондон) — 9-й и последний вождь шотландского клана Макдональд из Даннивега или клана Южных Дональдов (1614—1626), старший сын Ангуса Макдональда (ум. 1614) и Мэри Маклейн.

## Биография
Старший сын Ангуса Макдональда (ум. 1614), 8-го вождя клана Макдональдов из Даннивега (1569—1614), и Мэри Маклейн, дочери Гектора Ога Маклейна из Дуарта (ок. 1540—1573).
Джеймс Макдональд несколько раз в своей жизни был заложником и сидел в тюрьме. Находился в ссоре со своим отцом, а в 1598 года во главе вооруженного отряда (100—200 воинов) он даже осадил его в Аскомилл-хаусе. Ангус Макдональд отказался сдаваться, но его сын приказал поджечь окруженный дом. Ангус Макдональд вынужден был сдаться сыну и был заключен в замок Смерби.
В августе 1598 года Джеймс Макдональд в битве на острове Айлей разгромил силы своего противника и родного дяди, сэра Лахлана Мора Малейна, 14-го вождя клана Маклейнов из Дуарта, который был убит в этом сражении. Сам Джеймс Макдональд был тяжело ранен стрелой. В 1600 году Гектор Ог Маклейн, 15-й вождь клана Маклейн из Дуарта (1583—1623), решил отомстить за смерть отца и вторгся на остров Айлей. В битве при Бенбигри на острове Айлей Гектор Мор Маклейн одержал победу над Джеймсом Макдональдом. После поражения Джеймс Макдональд бежал в Испанию, после возвращения из ссылки он постоянно проживал в Лондоне, получая денежную пенсию от короля Якова I Стюарта. Джеймс Макдональд никогда больше не вернулся в Шотландию и скончался в Лондоне в 1626 году. Его похоронили в церкви Сент-Мартинс в Лондоне.

## Семья
Джеймс Макдональд был женат на Маргарет Кэмпбелл, дочери сэра Джона Кэмпбелла из Кодора (ок. 1490—1546), от брака с которой у него не было детей. От неизвестной женщины у него был сын Дональд Горм.